# بارویر کاراپتیان
بارویر ویلاسی کاراپتیان (ارمنی: Պարույր Վիլասի Կարապետյան؛ زادهٔ ۳ اکتبر ۱۹۵۹) یک سیاستمدار اهل ارمنستان است که از تاریخ ۱۹۹۹ تا تاریخ ۲۰۰۳ سمت نمایندگی دوره مجلس ملی جمهوری ارمنستان را برعهده داشت.

## زندگی‌نامه
در ۳ اکتبر ۱۹۵۹ ‏در آنگغاکوت به دنیا آمد و از دانشگاه ملی علوم کشاورزی ارمنستان فارغ‌التحصیل گشت. 